# آلة كهربائية
الآلة الكهربائية هي ألة تعتمد على التيار الكهربائي والطاقة الكهربائية في عملها.
توجد ثلاثة أنواع للآلة الكهربائية:

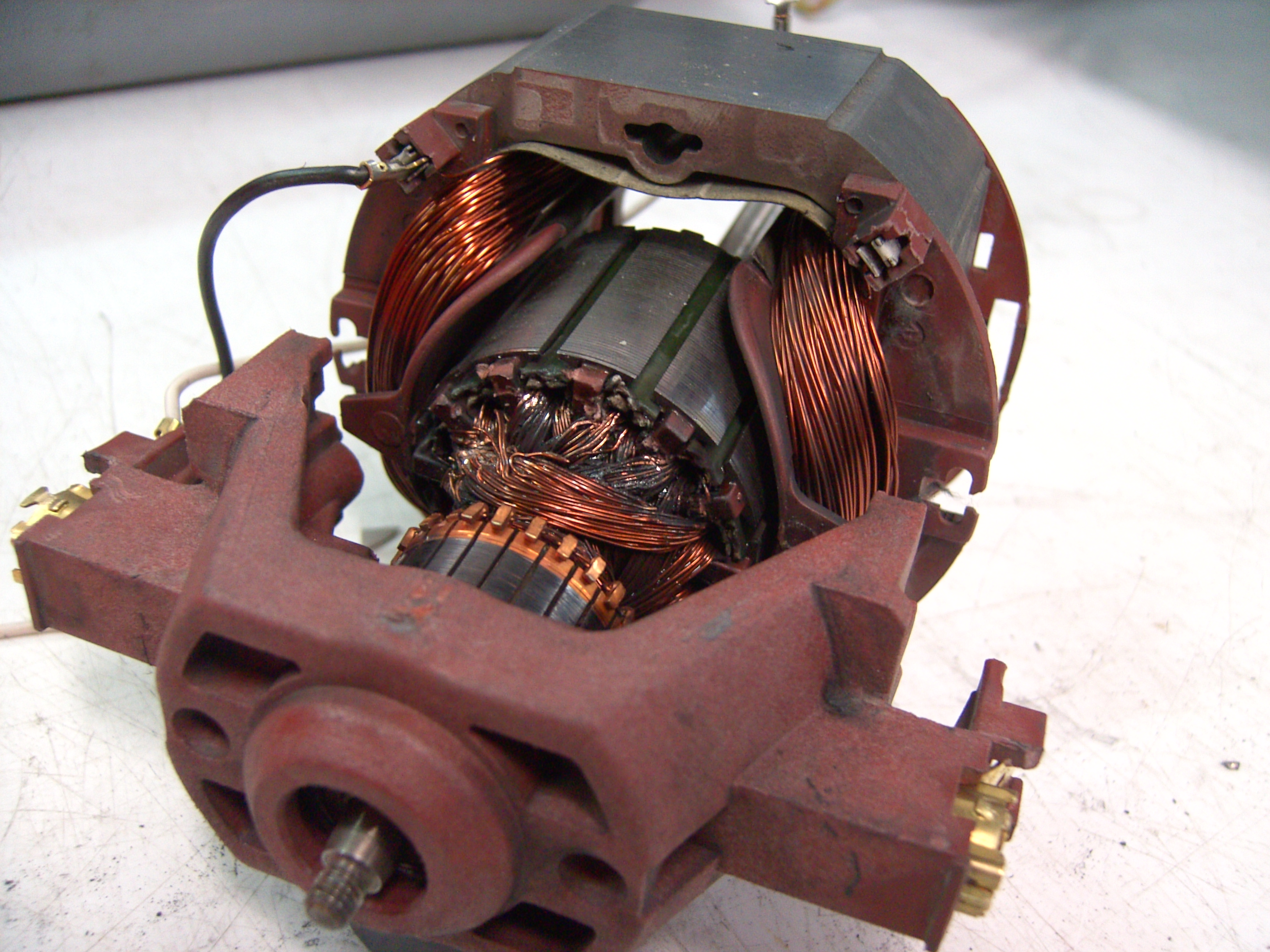
محرك كهربائي لمكنسة كهربائية. ملفي العضو الثابت نحاسية على الجهتين (الملف الثالث مختفي). العضو الدوار يتكون من أقطاب حديدية (رمادي) بينها شقوق لاحتواء أسلاك الملفات فيه. المبادل الكهربائي (في الأمام، مختفي بعض الشيء) يشتمل على حلقة معدنية مقسمة، كل اثنين منها متقابلان لتوصيل التيار إلى أحد ملفات الدوار. تدخل فرشتي نقل التيار لتلامس تقسيمات المبادل المعدنية من الجزئين الأماميين (يمين ويسار وهما هنا من البلاستيك) فيدور الدوار.

1-المولد الكهربائي وهو يحول طاقة الحركة إلى طاقة كهربائية،
2-المحرك الكهربائي وهو يحول الطاقة الكهربائية إلى طاقة حركة،
3-محول كهربائي ويقوم بتغيير الجهد الكهربائي voltage للتيار المتردد.

## مولد كهربائي

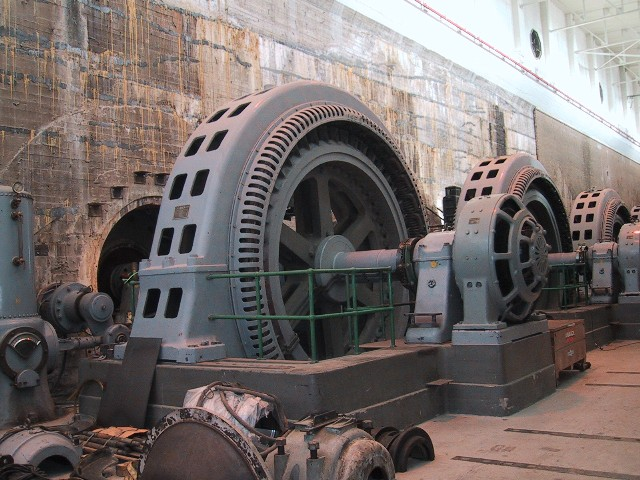
مولد كهربائي.

المولد الكهربائي هو آلة تحول طاقة الحركة إلى طاقة كهربائية. تجبر قوى المولد الإلكترونات في ملف على السير في دائرة خارجية. وتأتي طاقة الحركة من توربين بخاري، أو من مسقط مياه، أو من محرك احتراق داخلي، أو من عنفات مروحة (طاقة الرياح)، أو من طاقة المد والجزر.
الجزءان الأساسيان للآلة الكهربائية هما عضو دوار وعضو ثابت. ووصفهما الكهربائي الحافظة وهي التي تنتج التيار، و «الحقل» وهو الحقل المغناطيسي في الآلة الكهربائية. في بعض المولدات تيولد التيار في العضو الساكن، وفي بعضها الآخر يتولد التيار في العضو الدوار.
ويمكن إنشاء الحقل المغناطيسي بواسطة مغناطيسات ذاتية أو بمغناطيسات كهربائية (ملفات) وقد يكون الحقل ناشئا في العضو الساكن وقد يكون ناشئا في العضو الدوار. ومن المولد الكهربائي نوعان: نوع ينتج التيار المستمر (يسمى أحيانا «دينامو»)، والنوع الآخر ينتج تيارا مترددا.
يأتين التيار الكهربائي في البيوت كتيار متردد بمعدل 50 هيرتز (أي 50 ذبذبة في الثانية).

### مولد تيار متردد
يحول مولد التيار المتردد طاقة الحركة (طاقة ميكانيكية) إلى تيار كهربائي متردد. الطاقة المستخدمة لتكوين «المجال» تكون أصغر كثيرا من الطاقة المتولدة. لذلك تكون ملفات المجال موضوعة على العضو الدوار، وأما ملفات التيار الناتج فتكون في العضو الثابت.
تصنف مولدات التيار المتردد بعدة أنواع:
- مولد حثي، أو مولد حثي غير متزامن: ينتج العضو الثابت «حقلا مغناطيسيا» يحث تيارا في العضو الدوار. وهنا يحدث شيئا سلبيا: تزداد سرعة العضو الدوار عن تزامن التيار المتردد مما يجعل حقله يؤثر على ملفات العضو الساكن منتجا فيه تيارا عكسيا. لذلك فلا تستخدم مولدات الحث في إنتاج الطاقة الكهربائية.
- مولد تزامني: يأتي التيار الذي يولد الحقل المغناطيسي من تيار جهاز منعزل ينتج تيارا كهربائيا مستمرا (أنظر إثارة (مغناطيسية) .

### مولد تيار مستمر

طريقة عمل الدينامو لإنتاج تيار مستمر (المبادل الكهربائي هو الحلقات المعدنية المتقطعة التي يخرج منها التيار الكهربائي). 6 ملفات تكون عدد أزواج الأقطاب = 3.

يقوم مولد التيار المستمر بانتاج طاقة كهربائية ذات تيار مستمر عن طريق تحويل طاقة الحركة (الطاقة الميكانيكية). ويمكن لمولد التيار المستمر العمل على أي سرعة تسمح بها الظروف الميكانيكية. يسمى مولد التيار المستمر أحيانا «دينامو»، ولكن يكون له مبادل كهربائي على محور الدوران، يقوم بتحويل التيار المتردد الناتج في العضو الدوار إلى تيار مستمر.

## المحرك

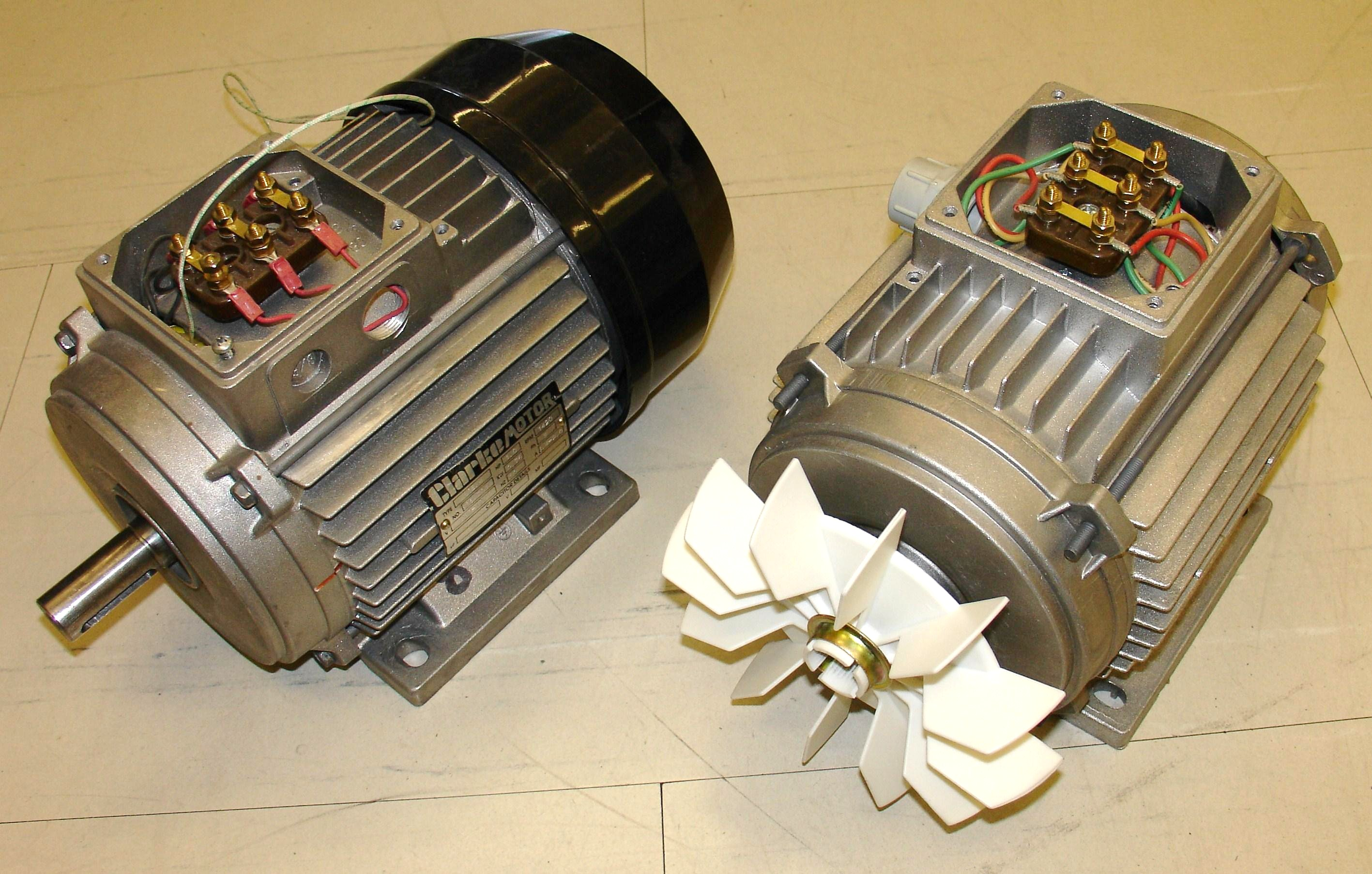
محرك كهربائي.

يحول المحرك الكهربائي الطاقة الكهربائية إلى طاقة حركة. أي أنه يقوم بعمل هو عكس ما يقوم به المولد الكهربائي، معظم المحركات الكهربائية تعمل بواسطة تفاعل حقل مغناطيسي مع ملف يسير فيه تيار فتنتج الحركة. يوجد تشابه بين المحرك الكهربائي والمولد الكهربائي في بنيتيهما، وبعضها يمكن تشغيله كمحرك أو كمولد.
تستخدم المحركات الكهربائية في تشغيل المراوح والطلمبات وتشغيل المترو والقطارات، وكثيرا من الأجهزة المنزلية، وأجهزة الأقراص المضغوطة، وغيرها. قد يزود المحرك الكهربائي بتيار مستمر أو تيار متردد، ولهذا فهو يصنف كنوعين: محرك تيار متردد، ومحرك تيار مستمر.

### محرك تيار متردد
يحول محرك التيار المتردد AC motor التيار المترددإلى طاقة حركة. وهو يتكون من جزئين رئيسيين: عضو ثابت خارجي يحتوي على ملفات يسير فيها تيار متردد (مثل تيار البيوت والمنازل) فينتج مجالا مغناطيسيا دوارا، وفي داخله يوجد عضو دوار متصل بمحور إلى الخارج يدور تابعا لدوران المجال الغناطيسي.
يوجد من محرك التيار المتردد نوعان بحسب نوع العضو الدوار:
- محرك حثي أو محرك غير تزامني: ينشأ المجال المغناطيسي في العضو الدوار بواسطة تيار مستحث. ويدور العضو الدوار بسرعة اقل من سرعة دوران المجال المغناطيسي للعضو الساكن. وتوجد ثلاثة أنواع للعضو الدوار في محرك الحث: دوار حثي قفصي، ودوار ذو ملف، ودوار ذو قلب حديدي.
- محرك تزامن: لا يعتمد على الحث المغناطيسي ولهذا فيمكنه الدوران بنفس معدل تردد التيار أو سرعات أقل. ينشأ الحقل المغناطيسي للدوار إما عن طريق تيار مستمر توصل إليه من الخارج عن طريق حلقات توصيل وفرش (إثارة (مغناطيسية) أو أن يكون الدوار ذاته مغناطيسا.

### محرك تيار مستمر
ينتج محرك التيار المستمر ذو فرش brushed DC electric motor عزم الدوران من التيار المستمر عن طريق مبادل كهربائي، ومغناطيسات ثابتة وحقل مغناطيسي دوار. توصل الفرش التيار عن طريق المبادل الكهربائي (حلقة معدنية مقسمة) إلى ملفات العضو الدوار.
ويوجد نوع محرك تيار مستمر بدون فرش Brushless DC motor وهو يستخدم مغناطيسا ذاتيا في العضو الدوار بالإضافة إلى مغناطيسات كهربائية ثابته في العضو الساكن. ويقوم محول بتحويل التيار المستمر إلى تيار متردد. هذا التصميم أكثر بساطة من تصميم المحرك ذو فرش، لأنه يتفادى صعوبة نقل التيار من الخارج إلى العضو الدوار.
يوجد نوع من محرك تيار مستمر بدون فرش وهو محرك خطوي stepper motor ، هذا النوع يقسم الدورة الكاملة إلى عدد من الخطوات (يسير جزء دورة ويقف، ثم يسير جزء دورة ويقف، وهكذا)، ويمكن بذلك ضبط وضع العضو الدوار.

## المحول الكهربائي

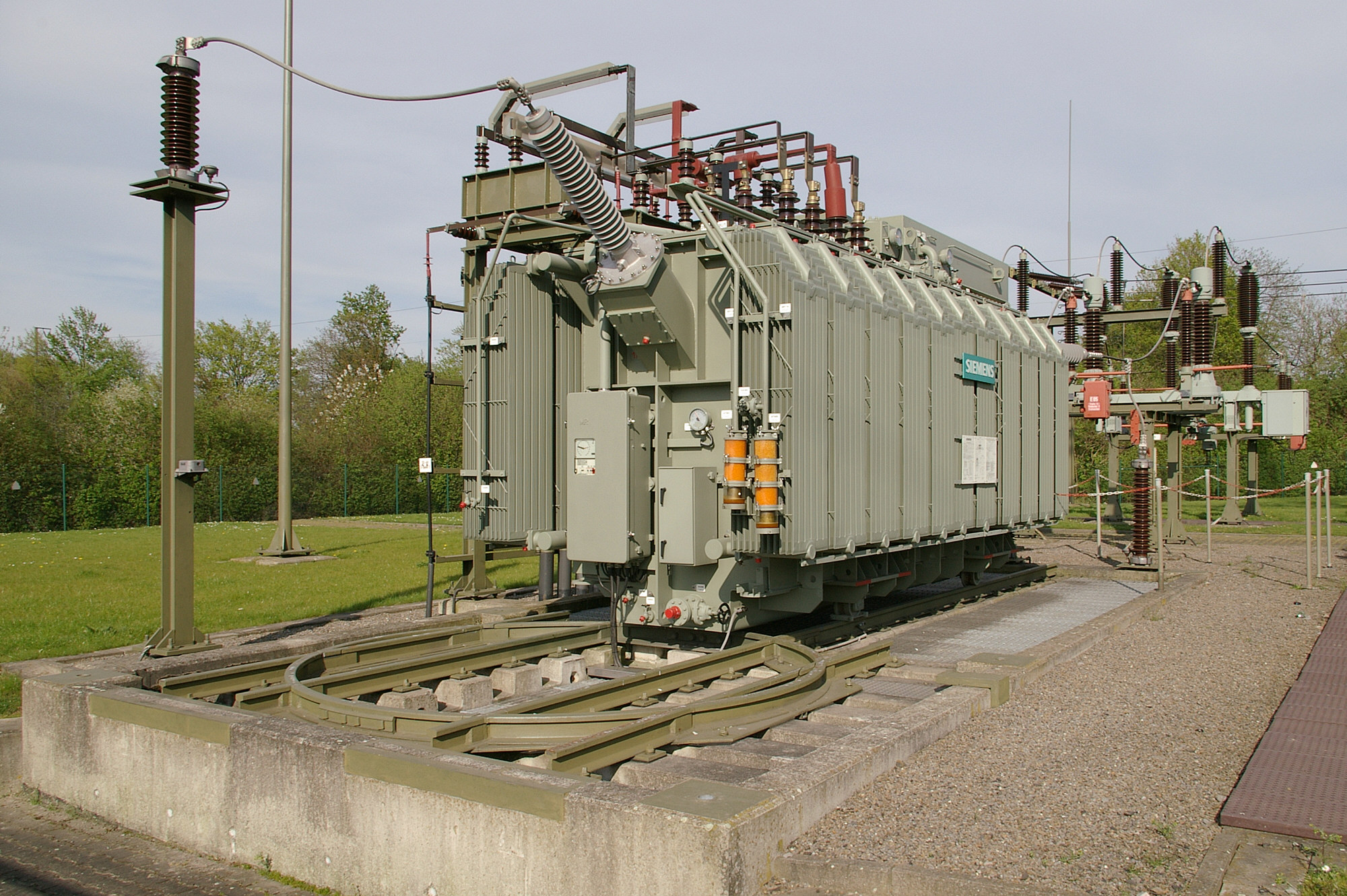
محول كهربائي.

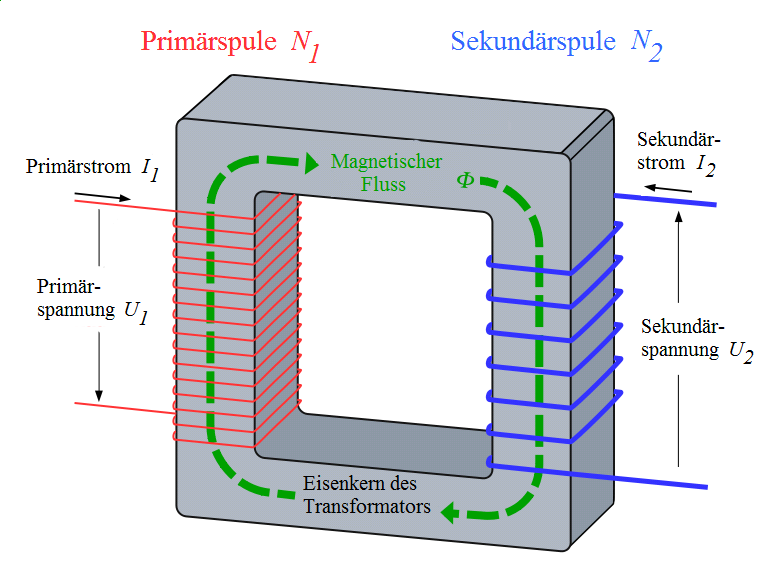
توضيح عمل المحول الكهربائي.

المحول الكهربائي هو جهاز ثابت لا يدور يحول التيار المتردد من جهد عالي إلى جهد منخفض أو العكس من جهد منخفض إلى جهد عالي من دون تغيير التردد. وهو ينقل الطاقة الكهربائية من دائرة كهربائية إلى أخرى عن طريق ملفات تعمل بالحث.
يتكون المحول الكهربائي من ملفين أساسيين: الملف الابتدائي، والملف الثانوي. يتسبب تيار متردد يسري في الملف الابتدائي في نشأة فيض مغناطيسي متغير في قلب المحول الحديدي، وبالتالي يتسبب في نشأة حقل مغناطيسي متغير في الملف الثانوي.
هذا الحث المتغير ينشيء قوة دافعة كهربائية (جهد كهربائي) في الملف الثانوي ويكون متغير بنفس تغييرات التيار المتردد في الدائرة الابتدائية. هذا التأثير يسمى «الحث المتبادل».
للمحول الكهربائي نوعين:
1- محول يعلى جهد التيار المتردد،
2- محول يخفض جهد التيار المتردد.
مثال: ينتج التيار المتردد في محطة توليد طاقة كهربائية بتردد 50 أو 60 هرتز بجهد عالي يصل إلى 400.000 فولط. لكي نستطيع استخدامه في البيت، لابد من خفض الجهد إلى 220 فولط فقط. وهذا يتم بواسطة محولات كهربائية متتالية على طريق توصيل التيار المتردد بين محطة إنتاجه والبيت. يصل التيار الكهربائي إلين بجهد 220 فولط وتردد 50 أو 60 ذبذبة في الثانية (هرتز).

## اقرأ أيضا
- محرك كهربائي
- محرك تزامن
- آلة تيار ثلاثي الأطوار
- تيار أحادي الطور
- دارة نجمية
- تيار ثلاثي الطور
- خط جهد عالي
- نقل الكهرباء
- مغناطيس كهربي
- السيرفو
- طور الموجة
- تيار متردد